# Народний революційний рух (Заїр)
Народний революційний рух (фр. Mouvement Populaire de la Revolution) — політична партія Заїру, заснована диктатором Мобуту Сесе Секо 1967 року. З 1970 й до повалення режиму Мобуту 1997 року — урядова та єдина легальна партія в країні.

## Ідеологія
Офіційну ідеологію партії викладено в «Маніфесті Нселе». Вона включає африканський націоналізм, революційність та автентичність. Революція змальована в маніфесті як «по-справжньому національна», за якою мала йти відмова від капіталізму й комунізму. Довгий час офіційним лозунгом партії була фраза: «Ані праворуч, ані ліворуч, а тільки рух у власному напрямку».
Відповідно до доктрини «істинного заїрського націоналізму», або «мобутизму», Мобуту підпорядкував державі церковні школи, заборонив святкувати Різдво й мати християнські імена, більше того, почав насаджувати так звану цивільну релігію, в якій місце церкви належало партії. Надаючи «мобутизму» рис месіанства, президент казав, що, поки він живий, «не буде проблем між Богом, Мобуту й заїрцями».

## Однопартійна система

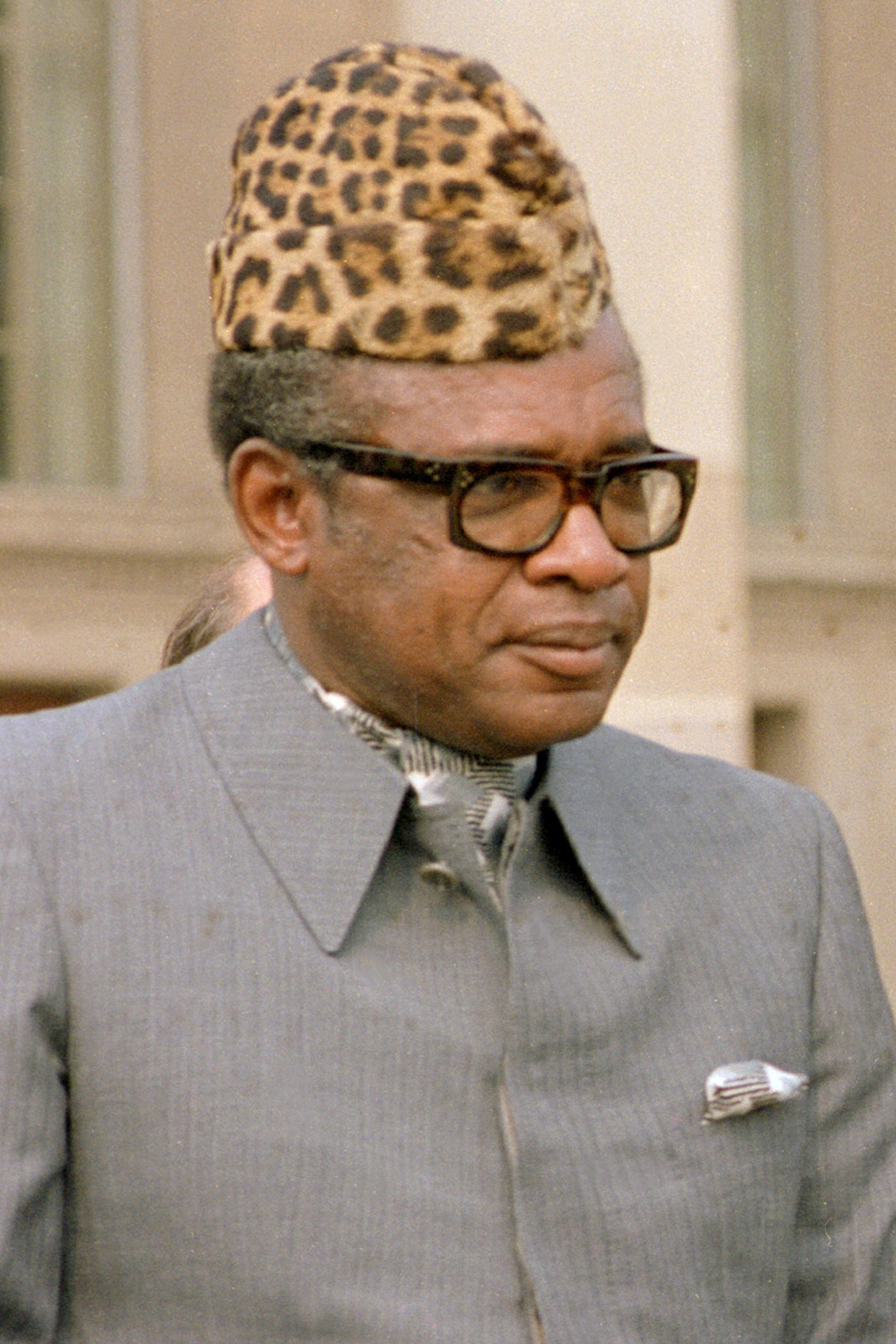
Мобуту Сесе Секо, президент Заїру (1965–1997)

Починаючи з 23 грудня 1970 року й до тимчасового запровадження багатопартійної системи 1990 року партія була єдиною легальною в країні, усі громадяни Заїру автоматично ставали її членами під час народження. Конституцієї республіки Заїр (1974) було закріплено, що «в країні існує тільки одна установа, — Національний революційний рух, який очолює президент», він мав усю повноту влади в країні. Ідеологія партії («мобутизм») проголошувалась офіційною ідеологією країни.
Відповідно до конституції партія обирала свого голову кожні сім років. Він затверджувався на національному референдумі та ставав президентом республіки Заїр. Кожні п'ять років подавався єдиний список кандидатів партії до законодавчого органу. За допомогою такої системи Мобуту здійснював політичний контроль над країною.
Індивідуальні свободи систематично обмежувались не стільки примусом, скільки пропагандою та культом особи «вождя». Партія, членом якої кожен громадянин ставав у момент свого народження, за логікою свого заснування була злитою з державою та поза нею не могла функціонувати. Партія мала ознаки організації до рівня провінцій та округів, a нижче розчинялась у населенні.

## Багатопартійний період
Однопартійна система в країні трималась до 24 квітня 1990 року, коли в Заїрі була проголошена «Третя республіка». Того дня Мобуту заявив про зняття заборони на діяльність політичних партій. 
«Поміркована» й «жорстка» фракції Руху стали подобою двох пропрезидентських партій, а третьою партією був Союз за демократію та соціальний прогрес. Мобуту заявив, що він буде «вищим за політичні партії», та офіційно пішов у відставку з посту президента Руху того ж дня, хоч знову зайняв той пост 21 квітня 1991 року, лише за рік.
Партія припинила своє існування 1997 року, коли диктатуру Мобуту було повалено повстанцями на чолі з Лораном Кабілою в результаті Першої конголезької війни.